# 花瀬ちなつの殺人スクープ
『花瀬ちなつの殺人スクープ』（はなせちなつのさつじんスクープ）は、フジテレビ系列の「金曜エンタテイメント」枠で2000年6月30日に放送されたドラマ。サブタイトルは「京都・大阪・神戸を結ぶ謎」。

## 主な登場人物
花瀬ちなつ
演 - 藤原紀香
週刊GAIN編集部のカメラマン。実家はお茶屋。亡くなった父のような人物が好みで、縁談を多く勧められるも、断っている。
倉橋尚輝
演 - 西村雅彦
週刊GAIN編集部のルポライター。通称「クラさん」。ちなつを取材の手伝いによく誘っている。
花瀬芳乃
演 - 朝丘雪路
ちなつの母。お茶屋「花瀬」の女将。
花瀬あき
演 - 天田貴子
松本スミレ
演 - ダンプ松本
ちなつの友人。
山根アツオ
演 - 末吉宏司
週刊GAIN編集部のカメラマン助手。
小池福夫
演 - 曽我廻家文童
通称「イケさん」。
花瀬友也
演 - 古谷一行（特別出演）
ちなつの父。神戸のゼネコン｢京一建設｣技術部長だったが、自殺している。原因は、阪神・淡路大震災による新築ビル倒壊の責任をとったと周囲からは思われていた。
板垣友二
演 - 錦野旦
大阪府警の刑事。倉橋とは知り合い。
樫原秀顕
演 - 小林稔侍
｢京一建設｣専務。友也の友人。ちなつからは、｢おじさん」と呼ばれている。
土屋孝一
演 - 高橋英樹
週刊GAIN編集部の編集長。
高橋ひとみ、伊吹剛、磯部勉、成瀬正孝、小林勝彦、黒部進、塚本加成子、村上理子、園英子、村田宏、松田朗、福岡亜衣子、杉山幸晴、國本鍾建、川上真人、伊久尾進、佐藤正浩、樋口玲、橋本きよみ、宮内陽子、松原美保、服部宝観、波多野博、藤沢徹夫、司裕介、峰蘭太郎、矢橋真央、梅本玲央奈

## スタッフ
- 監督 - 江崎実生
- 企画 - 清水賢治、金井卓也
- プロデューサー - 田中憲吾、中曽根千治、渡辺操（東映）
- 脚本 - 砂本量
- 撮影 - 田中勇二
- 美術 - 吉田孝
- 照明 - 横山秀樹
- 特技 - 宍戸大全
- 方言指導 - 三屋登史子
- コーディネーター - 佐久間義明
- 協力 - 川重防災工業、パラマウントベッド、富士通、摩島メディカル、日本メディコ、コスモネット
- 制作協力 - イザワオフィス
- 制作 - フジテレビ、東映